# George Parry
Pour les articles homonymes, voir Parry.
George Parry (1814 – 1875?) est un ingénieur et chimiste gallois. Il est l'inventeur de la première technologie satisfaisante de fermeture du gueulard des hauts fourneaux qui permet à la fois un chargement symétrique et une captation efficace du gaz de haut fourneau.

## Biographie
Il devient chef des hauts fourneaux d'Ebbw Vale en 1857.
Grâce à l'invention du gueulard « Cup and Cone ».
qui lui rapporte la somme confortable de £10 000, à laquelle il peut ajouter les £1 000 que lui verse Bessemer pour le rachat de ses brevets relatifs à l'affinage pneumatique de la fonte, Parry part en retraite alors qu'il n'est âgé que d'une cinquantaine d'années.

## Invention du gueulard «Cup and Cone»

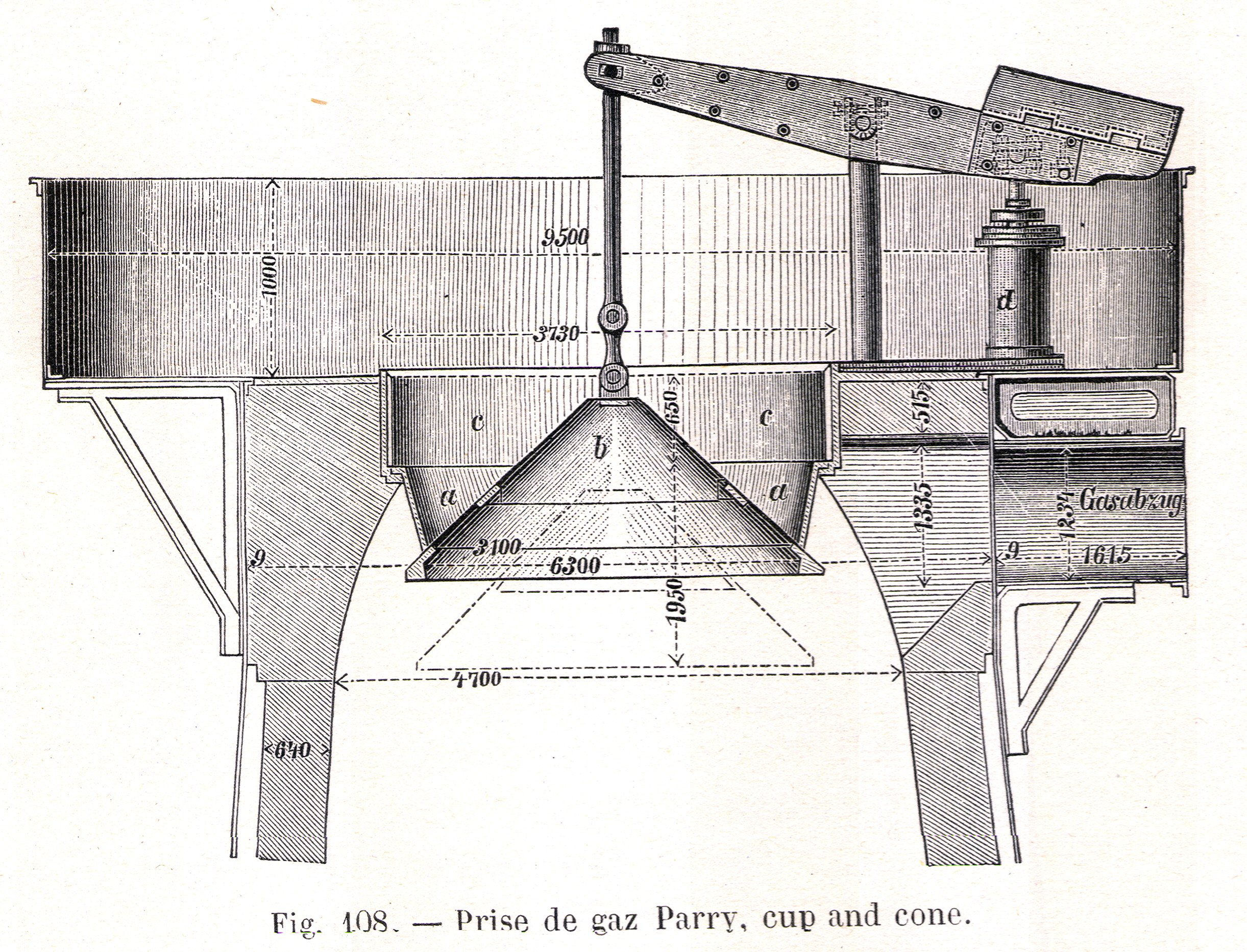
Schéma du mécanisme du gueulard « Cup and Cone » inventé par Parry.

Alors qu'il dirigeait le laboratoire de chimie de l'usine sidérurgique d'Ebbw Vale, George Parry propose un nouvel agencement des installations chargement et de capture des gaz. Encouragé par le directeur de l'usine, Thomas Brown, il essaie son dispositif en mars 1850.
Le gueulard de Parry synthétise de nombreux essais de dispositifs mécaniques destinés à la fois à capter une proportion plus ou moins importante du gaz de haut fourneau, et à répartir les matières chargées dans le haut fourneau. Selon Percy, « il en avait puisé l'idée dans la description d'un système construit par Jessop, à l'usine de Butterley & Codnor Park (Derbyshire) pour charger les hauts fourneaux, de manière que les matières se répartissent de manière égale à la circonférence ». Charles Wilkins conteste cette filiation technique. Il précise que « ceci n'est pas exactement juste, ayant assisté à la construction du premier [gueulard cup and cone] aux Victoria Works de l’Ebbw Vale Company. Il a été construit selon la conception de Tom Williams, qui avait été en relation avec quelques usines françaises avant d'être employé par l’Ebbw Vale Company[…]. M. Parry a eu un rôle essentiel dans la question de l'utilisation des gaz sidérurgiques, ses connaissances chimiques étant précieuses pour leur utilisation dans les chaudières et les cowpers. M. Parry a également introduit une disposition pour commander l'ouverture et la fermeture du cône. ».
Le gueulard « Cup and Cone » de Parry permet de récupérer la quasi-totalité du gaz produit. Il sera rapidement adopté sur tous les hauts fourneaux dans le monde, avec plus ou moins de modifications. Le principe évoluera jusqu'à sa version la plus aboutie, due à l'ingénieur américain Arthur Glenn McKee. Ce n'est qu'à partir des années 1970 que le gueulard commercialisé par la société luxembourgeoise Paul Wurth supplantera définitivement les systèmes à base d'obturateurs coniques.
Parry étudie l'apport de son dispositif vis-à-vis de la ségrégation des matières dans le haut fourneau selon leur granulométrie. Il propose des règles de dimensionnement pour que « le minerai fin gagne la circonférence et les plus gros fragments roulent vers le centre du fourneau : l'ascension du courant gazeux à travers cette région est ainsi facilitée ».

## Autres contributions
Dans les années 1854-1855, toujours sous l'impulsion de Thomas Brown, George Parry essaie de réaliser de l'acier en utilisant un procédé qui préfigure celui de Bessemer. Une licence de ce procédé, inventé par l'américain J.G. Martien, du New Jersey, avait été achetée par l'Ebbw Vale Company en 1855. Mais, bien que Parry parvienne à réaliser un acier satisfaisant en soufflant de l'air par des conduites en fonte fixées dans un four à réverbère, les essais sont abandonnés à cause de l'usure extrêmement rapide des réfractaires, : la réaction très violente entre l'air et la fonte (comme le constatera aussi Bessemer) détruit le revêtement réfractaire et le métal fondu s'échappe du four. Échaudée par cet échec, la direction ordonne l'abandon immédiat des essais, et « le fourneau fut démantelé, très heureusement pour M. Bessemer »,.
Après l'invention du convertisseur par Bessemer en 1856, Parry brevette un procédé d'affinage de la fonte en 1862, proche de celui de Bessemer, la fonte étant obtenue par fusion de ferrailles dans un cubilot. En effet, Parry constate très tôt que le procédé Bessemer est incompatible avec certaines fontes (la solution sera mise au point en 1877 avec l'invention du procédé Thomas) et contourne cette difficulté en sélectionnant des ferrailles adaptées. Le procédé ne rencontre pas de succès, les ferrailles exemptes de phosphore étant alors rares. En 1861, Parry brevette encore un procédé de production de fonte dont les proportions des principaux éléments (silicium et carbone) diffèrent de la fonte produite alors, et autorise un affinage par une variante (brevetée) du procédé Bessemer. Finalement, Bessemer, Parry et l’Ebbw Vale Company s'arrangent : tous les brevets sont rachetés par Bessemer, et l’Ebbw Vale Company commence immédiatement la construction d'une aciérie Bessemer,.
Enfin, Parry s'est essayé à l'affinage à la vapeur d'eau dans un four à réverbère, qui aurait donné des résultats probants alors que son inventeur n'en comprenait guère les réactions chimiques.